# Kolo (prevozno sredstvo)
Kolo (tudi dvókoló ali bicíkel) je prevozno sredstvo brez lastnega pogona. Sestavljeno je iz ogrodja in dveh koles, pri čemer je zadnje (največkrat) preko verige in zobnikov povezano s pedaloma in gonilkama, preko katerih človek poganja kolo. 
Kolo kolesar oziroma voznik usmerja s krmilom, kamor so pritrjene zavore, občasno tudi zvonec ali druga oprema. Dvokolo se je izkazalo za izredno učinkovito prevozno sredstvo v času, ko je primanjkovalo denarja, ravno tako učinkovito pa deluje v mestih z gostim prometom, kot sta npr. Peking in Amsterdam.
Zgodovina kolesa in kolesarstva se je pričela v 19. stoletju. V marsikateri regiji sveta je kolo najbolj množična oblika prevoza, uporablja pa se lahko tudi kot igrača, športni pripomoček, vojaški in policijski pripomoček, rekvizit za hitrostna tekmovanja in za kurirske/prevozne storitve. Samo dvokolo se v sestavi in podobi od prvih zasnov ni veliko spremenilo. Razvoj je potekal z izbiro drugačnih materialov v sestavi in s pomočjo računalniške analize vožnje.
Uporaba kolesa je imela velik učinek na družbo. Poleg tega je bilo kolo tudi eno od najbolj pomembnih praktičnih sredstev, ki je ponujalo navdih za novejše industrijske metode. Kar nekaj komponent, ki so bile pomembne za razvoj avtomobilov, je bilo namreč razvitih za uporabo pri kolesih, kot so na primer pnevmatike, kroglični ležaji, verižni pogon za zobce in z žicami utrjena kolesa.
Na Slovenskem je bila najbolj znana tovarna koles ljubljanska tovarna Rog, ki je delovala med letoma 1951 in 1994.

## Zgodovina
Lesena konjska ciza (drezina) na kolesih iz okoli 1820 je ena prvih priprav na dveh kolesih, ki je bila dovolj udobna in uporabna. Izumil jo je nemški baron Karl Drais kot tekoči stroj (Laufmaschine). Šteje za predhodnika kolesa, a ni imel pedal. Ta različica je bila predstavljena v Nemčiji leta 1817. Uporabnik je zajezdil na lesenem okviru, ki je bil oprt na dve zaporedni kolesi, usmerjal kolo s krmilom in ga poganjal z nogami Prvi mehanični dvokolesni pogon naj bi leta 1839 izdelal Škot Kirkpatric MacMillan, četudi to ni še povsem izčrpno dokazano. Isti škotski kovač naj bi bil vpleten tudi v prvi kolesarski prometni prekršek.
V 60. letih 19. stoletja sta Francoza Pierre Michaux in Pierre Lallement razvila kolesarski okvir, tokrat z dodajanjem ročice z vpetim pedalom na povečano sprednje kolo dvokolesa, ki je dobilo ime velociped. Sledile so inovacije, ki pogon namestijo na zadnje kolo, najbolj znan je velociped Škota Thomasa McCalla iz leta 1869. Isto leto je Eugène Meyer iz Pariza uvedel z naperami vpeta kolesa. V Coventryju v Angliji so prvič proizvedli kolo, ki ima trikotni okvir in je zelo podobno sedaj običajnemu okvirju kolesa. V slovenskem prostoru je pomembne inovacije pri tekmovalnem kolesu izdelal inovator Janez Puh v svoji tovarni v Gradcu, ki je prešla tudi v proizvodnjo motornih koles in celo avtomobilskih podvozij.
Kolesa in kočije so bila pred uvedbo avtomobilov najbolj običajna in zanesljiva oblika zasebnega prevoza. Širjenje, uporaba in oglaševanje, posvečeni tem vrstam prevoza, je vodilo tudi k izboljšavam in kvalitetnejši cestogradnji.
- Lesena konjska ciza (drezina) na kolesih iz okoli 1820
- Michauxev sin Ernest na velocipedu 1868
- Pierre Lallement na velocipedu 1870
- Štiricikel v Washingtonu 1885
- Ženske na kolesih po neutrjenih cestah ZDA na koncu 19.stoletja
- Navadno kolo iz češkega muzeja Škoda
- Kolo v Plymouthu na začetku 20. stoletja

## Etimologija
Beseda kolộ je skrajšana iz dvộkolộ. Enako je starocerkvenoslovansko kolo, rodilnik kolese, hrvaško, srbsko kȍlo, makedonsko тркало: trkalo ali колце: kolce, narečno in staro rusko kólo (sedaj knjižno колесо́: kolesó), češko kolo, slovaško koleso (pogovorno, narečno zastarano kolo). Praslovansko *kolo, rodilnik *kolese je izpeljano iz indoevropskega korena *kṷel(H)- – 'vrteti (se)', kar je znano še v staroindijski besedi cárati – 'premika se', starogrško pélō – 'premikam se', albansko sjell – 'prinesem, obračam', latinsko colere – 'naseliti, poseliti, obdelovati zemljo'. Beseda s pomenom 'kolo' je v nekaterih indoevropskih jezikih nastala iz reduplicirane tvorbe *kṷekṷlo-, npr. staroindijsko cakrá- – 'kolo, krog', avestijsko čaxra- – 'kolo', starogrško kýklos – 'kolo, krog'.
Beseda bicíkel je povzeta prek sodobnih evropskih jezikov, francosko bicycle, bicyclette, angleško bicycle iz novolatinske bicyclus, zloženke iz latinskega bi- – 'dvo-' in cyclus, kar je izposojeno iz starogrškega kýklos – 'kolo, krog'. Bicikel je tako dobesedni prevod te novolatinske besede Podobno je cikel, monocikel, tricikel, štiricikel ('kvadrocikel'). Angleška beseda bicycle se je prvič pojavila v angleškem tisku v časopisu The Daily News leta 1868 in je opisovala »bicikle in tricikle« na »Elizejskih poljanah in Boulognskem gozdu.« Besedo so prvič uporabili leta 1847 v francoski publikaciji za opis neidentificiranega dvokolesnega vozila, verjetno kočijo. Oblika kolesa je bil napredek za velociped, čeprav so se besede nekaj časa pomensko prekrivale. Ni točno jasno ali angleška beseda izhaja iz francoske. Več francoskih virov navaja tudi obratno, pri čemer se predpostavlja, da je to zato, ker je Lallement, prej uslužbenec francoske tovarne otroških vozičkov v Nancyju, leta 1864 v Parizu izboljšal Macmillanov pedalni velociped iz leta 1839 in leta 1865 nesel izum v ZDA, kjer je zanj skupaj z Jamesom Carrollom iz New Havena (Connecticut) dobil patent leta 1866. Poleg tega je bila njegova oblika prevoznega sredstva v patentu zelo podobna konjski cizi/velocipedu, ki jih je izdelal Denis Johnson iz Londona.
V novejšem času se za kolo (in kot sinonim za motorno kolo) pojavlja tudi slengovska beseda bike (bajk), ki je okrajšana angleška beseda za bicycle. Poleg angleških besed bicycle in bike se predvsem v angleščini rabijo tudi besede pushbike, pedal cycle, ali cycle. Beseda bike se rabi tudi v zloženkah, npr: bike park, bike shop, bike show, bike slalom,, mountain bike, snow bike ipd., ter v pridevniški rabi: bikeov, bikerski.
V Unicode je kodna točka za »bicikel« 0x1f6b2. Numerična entiteta &#x1f6b2; v HTML tvori 🚲.

## Tehnične izboljšave
Kolesa so vedno sledila razvoju in izboljšavam tehnike praktično od samega začetka. Največ inovacij je nastalo z uvedbo modernih materialov in z uporabo ter kontrolo na različnih obremenitvah. Računalniški dizajn je omogočal boljši izračun in kvalitetnejše okvirje, pa tudi specializacijo posebnih tipov koles, namenjenih specifični rabi. Kolesarstvo je tako postalo zelo raznolika dejavnost za konstruktorje. Pomembna novost je tudi raba ogljikovih vlaken, ki so povečala trdnost koles in zmanjšala težo.
Dvokolo se običajno naziva kolo. Tako sta monocikel in tricikel iz iste družine in so včasih na voljo v istih trgovinah.

## Uporabnost
Dvokolo je izredno učinkovito tako v smislu mehanike kot tudi biološke dejavnosti, saj je na primer najučinkovitejše prevozno sredstvo na izključno človeški pogon. Iz mehanične perspektive se do 99 % kolesarjeve energije, vnešene v pedala, prenese tudi v sama kolesa, četudi se zaradi prestavnega mehanizma to lahko zmanjša za 10–15 %. Med prometnimi sredstvi je kolo najučinkovitejše prevozno sredstvo.

### Mehanska učinkovitost
V mehanskem smislu tudi do 99 % vnesene energije kolesarja na pedale preide na kolesa ob uporabi čiste naoljene verige pri 400 W moči. Prestavni mehanizmi lahko zmanjšajo prenos energije za 1–7 % (čisto, dobro naoljen prestavni preklopnik), 4–12 % (veriga s 3-stopenjsko prestavo ob pedalih), ali celo 10–20 % (posebna 3-stopenjska prestava z jarki). Večja učinkovitost se doseže z večjim nanosom moči na pedala in bolj direktnim pogonom na prestave oziroma večjimi zobniki.:343

### Energetska učinkovitost
Kolesar, ki potuje na kolesu s 16–24 km/h in uporablja le raven moči, potrebne za hojo, s kolesom doseže rezultate, ki so primerjalno dokazale, da gre za najbolj energetsko varčno prevozno sredstvo za ljudi, ki je široko na voljo. Zračni upor, ki se dviguje s kvadratno vrednostjo hitrosti, zahteva posledično vedno večjo fizično moč. 
Na trdni ravni podlagi oseba, težka 70 kg, potrebuje približno 60 W, da hodi s hitrostjo 5 km/h. Ta ista oseba na običajnem kolesu, na isti vrsti podlage in z istim vložkom moči potuje s hitrostjo 15 km/h. Energija, potrebna za kolesarjenje, tako znaša le tretjino energije, potrebne za hojo.

#### Izvajanje moči
Aktivni ljudje lahko proizvedejo približno 1,5 W/kg (netrenirane ženske) v daljšem obdobiju. Maksimalna moč, proizvedena za eksplozivnih nekaj sekund, lahko doseže celo 24 W/kg (prvovrstni moški atleti za obdobje 5 sekund). 5 W/kg je stopnja, realno dosegljiva za običajne moške trenirane atlete za daljša obdobja. Maksimalni nivo proizvedene moči v eni uri sega od 250 W (zdravi moški) do 500 W (izredni moški atleti).:44

### Porabljanje moči
Energijski vnos v človeško telo je običajno hrana, ki jo merimo praviloma v kalorijah ali džulih. Povezava med prevoženo ali prehojeno razdaljo in telesno maso posameznika, pa seveda vneseno energijo, se meri z enoto kJ/(km∙kg). Stopnja užite hrane, torej količina energije, zaužite v določenem obdobju, se imenuje vnesena moč, meri pa se v kcal/dan, oziroma J/s (1.000 kcal/d ~ 48,5 W).
Vnesena moč se lahko določi tudi z meritvijo kisika v telesu, na dolgi rok pa se lahko meri tudi s spremljanjem zaužite hrane ob ohranjanju enake teže opazovanega. Merjena moč vključuje tudi moč, ki jo telo potrebuje za osnovne telesne funkcije brez napora.
Potrebna hrana je lahko izračunana tudi z deljenjem porabljene energije z izmerjeno učinkovitostjo mišic. Običajno je vrednost učinkovitosti mišic med 18–26 %. Iz zgornjega primera: Če se oseba težka približno 70 kg vozi s kolesom s hitrostjo 15 km/h z močjo 60 W in mišično učinkovitostjo 20 % po predvidevanjih, bi po grobi oceni potrebovali 1 kJ/(km∙kg) dodatne hrane, da bi ta oseba vozila, pri tem pa treba paziti na moč, ki jo potrebuje kolesar za samo vzdrževanje organov in metabolizma, ki jo je potrebno odšteti vnešeni moči. Za izračun vožnje starejše ženske, manjše postave, težke 70 kg, bi bila lahko ocena te minimalno potrebne moči za organizem 60 W, a temu je potrebno dodati še nekaj W ob mlajši netrenirani osebi, saj tako starost, bolezen, slabo srce, vplivajo na oceno potrebno za vzdrževanje metabolizma. Ocena 60 W je zato praviloma premajhna. Z vpogledom na nova dejstva o osebi, ki vozi kolo, se je učinkovitost vožnje prepolovila, oseba potrebuje za vožnjo približno 2 kJ/(km∙kg) dodatne hrane.
Četudi izračuni kažejo velik dvig zahtevane vnesene energije za nezahtevno kolesarjenje, se to v praksi komajda opazi, saj se dodatna zahtevana energija ene ure kolesarjenja napolni s 50 gramov oreščkov ali čokolade. Z dolgim, hitrim ali vzpenjajočim kolesarjenjem pa so zahteve po hrani znatno višje. Pri izračunu je pomemben tudi tip hrane, ki zapolni pomanjkanje. Tudi energija, potrebna za proizvodnjo, dostop, nakup in kuhanje hrane, je pomembna pri samem izračunu.

### Tipične hitrosti
Pri vsakdanjem uporabnem kolesarjenju so seveda prisotne velike razlike v izračunih hitrosti. Starejša oseba v pokončnem kolesu, namenjenem cestni vožnji, lahko občasno vozi tudi manj kot 10 km/h, mlajša in bolj spočita oseba pa lahko na istem kolesu zlahka redno dosega tudi dvakrat višje hitrosti. Za kolesarje v Københavnu je izračunana povprečna hitrost kolesarjev 15,5 km/h.
Z uporabo dirkalnega kolesa pa tudi običajno natrenirana oseba dosega hitrosti 50 km/h na ravni podlagi na krajše razdalje.

#### Kolesarski hitrostni rekordi
Najvišja dosežena hitrost, dosežena z vozili na lasten človeški pogon na izravnani zemlji, brez pomoči vetra in brez zunanje pomoči (motor ne sme ponujati spredaj zavetrja, lahko pa pomaga gravitacija) je bila dosežena leta 2013 in znaša 133,78 km/h. Dosežena je bila na položnem kolesu v Nevadi, kolesar Sebastiaan Bowier je vozil posebej prilagojeno ležeče kolo VeloX3. Leta 1989 na Dirki po Ameriki je skupina posebnih vozil na človeški pogon prekolesarila Združene države Amerike v samo petih dneh. Najvišja uradno zabeležena hitrost za klasično kolo v realnih pogojih je 82,52 km/h na dolžini 200 m.

### Zmanjšanje teže kolesa
Proizvajalci koles tekmujejo med seboj, kdo bo izdelal čim lažje kolo. Na neki točki je teža kolesa postala tudi predmet profesionalnih pravil tekmovanja. Masa kolesa pri kolesarjenju pri konstantni hitrosti le zanemarljivo vpliva na potrebno moč. V smislu aerodinamike je dodatna masa celo koristna. Pri vzpenjanju pa se masa občutno pozna. 10 % zmanjšanja mase kolesa lahko pomeni tudi 10 % prihranka potrebne moči.
Zmanjšana masa kolesa se opazi med pospeševanjem. Na primer Analytic Cycling calculator Arhivirano 2022-01-15 na Wayback Machine. ponudi boljše razmerje čas/razdalja za kar 0,16 s/188 cm pri šprinterju s 500 g lažjim kolesom. Pri dirkah v dvorani, kjer mora kolesar pritisniti na zavoro v vsakem ovinku, se ta prednost hitreje izniči. Na primer v dvoranskem dirkališču, ravni površini s štirimi vogali, pri katerih se zmanjša hitrost za 10 km/h, običajno pa se tekmuje pri okoli 40 km/h, se tako v eni uri prevozi 160 ovinkov. Če tehtata kolesar in kolo 90 kg, že samo zaviranje pomeni skoraj tretjino napora, vloženega v dirko, razliko, ki jo morajo nadomestiti, če bi v vozili z enakomerno hitrostjo. V teh razmerah razlika 10 % v masi kolesa pomeni 3 % prednosti za kolesarja.

#### Prednost lažjih koles
Najbolj vidna razlika v masi se pozna pri platiščih in gumah. Masa se namreč pozna tako pri vrtenju kot linearno in je zato celo podvojena pri kolesih.
Zmanjšanje teže platišč in ožičenih koles se še posebej pozna pri šprinterjih in prehitevanju v ovinkih.

## Zahtevana moč
Pomembne in težavne polemike se razvijajo glede prihranka na teži, optimizaciji gum in aerodinamike in niso neobičajne pri kolesarstvu. Pri izračunu zahtevane moči, ki je potrebna pri določeni relaciji, je potrebno oceniti tudi dodatno porabo energije, ki nastane z zračnim uporom, trenjem gum, z vožnjo v klanec in pospeševanjem ter zaviranjem.
Obstajajo uporabne in poznane enačbe za izračun moči, potrebne za premagovanje različnih uporov, večinoma gre za matematične funkcije hitrosti:

### Zračni upor
Moč {\displaystyle P_{\rm {D}}\,} potrebna za premagovanje zračnega upora je:
{\displaystyle P_{\rm {D}}\,=v_{\rm {r}}\,{\tfrac {1}{2}}\,\rho \,v_{\rm {a}}^{2}\,C_{\rm {D}}\,A\!\,,}
kjer so vrednosti:
{\displaystyle \rho \,} – gostota zraka 
{\displaystyle v_{\rm {r}}\,} – vrednost hitrosti glede na cesto,
{\displaystyle v_{\rm {a}}\,} – vrednost hitrosti glede na zrak,
{\displaystyle C_{\rm {D}}\,A} – ocena področja pomnožena s področnim koeficientom upora.
Koeficient upora je odvisen tako od oblike podlage in Reynoldsovega števila, ki je samo odvisno od {\displaystyle v_{\rm {a}}\,}. A četudi je {\displaystyle A\,} površina prereza, lahko {\displaystyle C_{\rm {D}}\,} pomeni vrednost 1 za običajne kolesarske hitrosti kolesarja na pokončnem dvokolesu.

### Trenje gum
Moč {\displaystyle P_{\rm {R}}} potrebna za preseganje trenja gum se izrazi z:
{\displaystyle P_{\rm {R}}=v_{\rm {r}}\,mg\cos(\arctan s)C_{\rm {rr}}\approx v_{\rm {r}}mgC_{\rm {rr}}\!\,.}
Približek se lahko uporablja pri vseh normalnih koeficientih trenja gum {\displaystyle C_{\rm {rr}}\,}. Običajno se šteje, da je ta vrednost neodvisna od {\displaystyle v_{\rm {r}}\,}, razumljivo pa se predvideva, da vrednost narašča s hitrostjo. Meritve na testiranjih dajo pri manjših hitrostih koeficiente 0,003 - 0,006 za vse vrste gum, ki so napolnjene do najvišjega priporočenega tlaka, se pa trenje dvigne tudi 50 % pri hitrosti 10 m/s. 

### Moč vzpenjanja
Energija, potrebna za vzpenjanje s kolesom in tako pridobivanje potencialne energije {\displaystyle P_{\rm {S}}\,} na hribu {\displaystyle s\,}, se izrazi z:
{\displaystyle P_{\rm {S}}=v_{\rm {r}}mg\sin(\arctan s)\approx v_{\rm {r}}mgs\!\,.}
Približek velja za običajne naklone. Za ekstremno hud nagib, recimo 0,35, je vrednost precenjena za 6 %.
Ker pri vzpenjanju kolesar pridobi potencialno energijo kolesa in kolesarja, energija uradno ne izgine, temveč se vrne ob spuščanju v dolino. Energija se izgubi le ob prehitrem spuščanju oziroma pogostem zaviranju.

### Moč za pospešek
Moč {\displaystyle P_{\rm {A}}\,} za pospeševanje kolesa in kolesarja z maso {\displaystyle m\,} in pospeškom {\displaystyle a\,} in maso samih obročev, ki pridobivajo svojo rotacijsko maso {\displaystyle m_{\rm {w}}}, se pridobi z:
{\displaystyle P_{\rm {A}}\approx v_{\rm {r}}(m+m_{\rm {w}})a\!\,.}
Približek je veljaven, če se za {\displaystyle m_{\rm {w}}} predvideva, da je masa koncentrirana pri obročih in gumah na robu, predvideno je tudi, da gume ne drsijo s podlage. Masa koles, ki niso kot predvidevamo, lahko kot bližnjico štejemo, da so še enkrat težje, ne glede na samo velikost koles. 
Pri pospeševanju kolesar pridobiva kinetično energijo kolesa in kolesarja, ta pa se vrne, ko kolesar preneha s poganjanjem kolesa in se ne izgubi, z izjemo zaviranja ali prilagajanja razmeram na cesti.

### Vsa potrebna moč
{\displaystyle P\,=(P_{\rm {D}}\,+P_{\rm {R}}\,+P_{\rm {S}}\,+P_{\rm {A}}\,)/\eta \!\,,}
kjer je {\displaystyle \eta \,} matematična učinkovitost vožnje.
Prednost kolesarjenja pa najlažje pojasnimo z dejstvom, da ogljikov dioksid, ki se ustvari s produkcijo in prevozom hrane, potrebne za kolesarja na prevožen kilometer, meri manj kot desetino energije, ki jo potrebuje energijsko varčen avtomobil.

## Deli
Kolo ima naslednje ključne sestavne dele:
- krmilo; z obračanjem levo-desno med vožnjo usmerjamo kolo. Na krmilu so običajno vse pomembne nadzorne točke upravljanja s kolesom. Tu se običajno upravlja s prestavami in zavorami, kolesar pa si nastavi tudi nagib.
- okvir je nosilno ogrodje, kamor so pritrjeni ostali deli kolesa. Na sliki desno je prikazan karo oziroma diamanten okvir, ki je značilen za moška kolesa. Žensko kolo ima zgodnjo prečko spoščeno nižje in tako lažjo uporabo kolesa s krilom, oziroma je na voljo bolj diskreten način, da se uporabnica vsede na sedež kolesa. Prav tako je tako kolo lažje uporabno za ljudi s težavami v gibanju ali sklepih. Četudi je ležeče kolo najhitrejše, je zaradi vztrajanja na razliki med moškimi in ženskimi kolesi tekmovalno kolo ostalo predvsem moško kolo.

- prestave skupaj s prednjimi in zadnjimi zobatimi kolesi so najbolj občutljiv in raznolik mehanizem, ki ga kolo premore. Na voljo je več različnih tipov prestav. Najobčutljivejši del kolesa je pedalna os, ki ob tem nosi tudi zobata kolesa prestav. Popravilo te osi je daleč najbolj specializiran opravek.

- sedež; oblika in trdota sedeža je zelo odvisna od kolesarjeve uporabe in lege med kolesarjenjem, pa tudi od uporabe različnih sredstev za mehčanje ali zaščito pred trenjem.
- zavore; zaviranje se doseže s pritiskom gumijastih blazinic na kovinski obod kolesa (v-zavore), so pa možne tudi drugačne rešitve, npr. z diskom, ki ustavlja kolo na osi. Redni servis se priporoča predvsem zaradi menjave zavor.
- kolesa kot tudi pnevmatike se izbira glede na podlago, katero kolo praviloma ubira. V primeru stekla in drugih ostrih koščkov se izbira močnejšo pnevmatiko, močnejše okovje zagotavlja ob večjem stresu na kolo vzdržljivost, kar pa na ravnih asfaltnih cestah niti ni potreba.

Kolesar lahko uporablja tudi drugo opremo, kot so vzvratno zrcalo, torba, košara, zvonec, čelada, luč, prtljažnik ali celo pedali, ki omogočajo vpetost čevljev in posledično manj naporno vožnjo. Nekaj te opreme se zahteva po zakonu, nekaj pa je namenjeno večjemu udobju.

## Vzdrževanje in popravila
Nekateri deli kolesa so izjemno zapleteni. Samopopravila so tako skorajda nemogoča, vendar to ni pravilo. Veliko servisov se lahko izvede tudi povsem samostojno s pravimi orodji, na nekaterih področjih kolesa pa je potrebno zamenjati celoten rezervni del.
Nekateri kolesarji se odločijo za lasten servis: vzdržujejo svoja lastna kolesa, lahko zaradi finančnih razlogov, lahko pa gre za zavestno odločitev za hobi. Obstaja mnogo servisov, ki ponujajo pomoč pri servisu. Pri takšnem servisu laik pripelje kolo v popravilo, prostovoljec pa ga nauči potrebnih korakov za dokončanje popravila. Popoln servis nudijo popravljalci koles v številnih prodajalnah koles ali samostojnih popravljalnicah.

### Orodja
Obstajajo specializirana orodja za kolo, tako za popravljalnico kot za na cesto. Na voljo so v vseh športnih trgovinah in večjih trgovskih središčih. Veliko kolesarjev s sabo vozi takšna orodja, med drugim tudi opremo za primer preluknjane zračnice, zračno tlačilko, imbus in druge ključe, krpico, motorno olje za prestave itd.

## Družbeni in zgodovinski pogledi
Dvokolo je napravilo pomemben vtis na človeško družbo, tako kulturne kot industrijske spremembe so se pričele s kolesom.

### V vsakdanjem življenju
Kolesa zmanjšujejo zgoščanje prebivalstva v blokih, saj omogočajo prevoz iz predmestij. Lažje je tudi potovati iz razvedrilnih razlogov na deželo, saj je potovanje trikrat hitrejše kot hoja pa tudi do trikrat manj naporno od hoje.
Veliko mest se je odločilo za planirano posojanje koles. Eden prvih takšnih projektov je bil Beli kolesarski načrt v Amsterdamu, ki se je pričel 1965. La Rochelle je ponudil rumena kolesa, Cambridge je ponudil zelena. Projekti so alternativa motornemu prometu in so ekološko motivirani.. V Evropi je uporaba koles za prevoz na delo običajna, še posebej na Nizozemskem, delno pa tudi v delih Danske in Nemčije. V Ljubljani je že od leta 2011 v uporabi zelo uspešen sistem za izposojo koles BicikeLJ. Leta 2015 so Ljubljano pričeli uvrščati na lestvico kolesarjem prijaznih mest (na 13. mesto).
Kopenhagen ponuja Kolesarsko ambasado, ki promovira kolesarjenje za dnevne migracije in oglede. Združeno kraljestvo ponuja davčne olajšave (IR 176), ki omogočajo delojemalcem, da kupijo novo kolo brez davkov za uporabo dnevnih migracij za prevoz v službo.
Na Nizozemskem vse železniške postaje nudijo zastonj kolesarsko parkirišče ali za doplačilo varovano parkirišče. Večje postaje imajo tudi kolesarske servise. Kolesarjenje je tako priljubljeno, da so marsikje tovrstna parkirišča prenapolnjena, nekje je pa to celo običajno. V Trondheimu na Norveškem so na avtobuse pritrdili dvigalo, kolesarjem tako ponudijo pomoč navkreber za plačilo. Avtobusi v marsikaterem mestu imajo nosilce za kolesa pritrjene spredaj.
V Aziji so kolesa velikokrat izredno pomembno sredstvo prevoza v službo, po nakupih ali opravkih.

### Reševanje težav revščine
Eksperimenti v Ugandi, Tanzaniji in Šrilanki na več sto gospodinjstev so pokazali, da kolo lahko poveča proračun revne družine tudi do 35 %. Izboljšave prometa na podeželju v Indiji v 90-ih letih, kamor spada povečana mobilnost prebivalstva preko koles, so pokazale, da so v stroškovnem smislu lahko učinkovitejše od 3 do 10 krat v primerjavi z vlaganji v druge gospodarske dejavnosti.

### Ženska emancipacija
Emancipacija žensk na Zahodu je izredno povezana s povečano mobilnostjo kolesark. Vedno več žensk je imelo poceni in varen dostop do prevoznega sredstva, ki je bil tudi tržen kot prestižna udobnost. Poleg teh okoliščin, ki so omogočile ženskam večjo samostojnost in okretnost, so se spremenile tudi modni predpisi in tako olajšali ženskam tudi oblačilne norme. 
Sufražetke in feministke so izbrale kolo za stroj svobode, saj je omogočil prej neverjetno gibljivost, za katero je bil prej potreben konj in veliko več fizičnega napora. V Sloveniji je podobno vlogo prevzel tudi motor.

### Gospodarska in gospodarna uporaba
Proizvodnja koles je dokazala, da zna biti uporabno izobraževalno središče tudi za druge industrije in je vodila k razvoju naprednih železarskih tehnik tako samih okvirjev kot posebnih komponent, kakršen je kroglični ležaj, matica in zobnik. Te tehnike so kasneje omogočile izučenim kovinarjem in mehanikom, da so razvili komponente, uporabljene pri zgodnjih avtomobilih in letalih.
Proizvodnja koles je presenetljivo tudi eden najbolj prodornih poslovnih pionirjev razširitve in popularizacije mehanike med prebivalstvom. Tako so kolesa bila predmet trženja elitam, ki so lahko za dodatke in opremo preplačali večkratno ceno samega kolesa. Proizvajalci so delili med podizvajalce poceni okvirje in vlagali ogromne zneske v popularizacijo, medije in oglaševalsko industrijo. Lobirali so za boljše ceste in med prvimi ponudili vsakoletno menjavanje modelov in tako modo vnesli tudi za kolesa kot prestižno napravo.
Vsaj zelo zgodnja kolesa so bila primer prestižne potrošnje, kasneje pa so kolesa uporabljali tudi za poslovne dejavnosti. Sli so postali kolesarji, akademski izleti so bili opravljeni na kolesu, sledile so tudi dirke. Nastali so tudi posebni izumi, namenjeni samo novim kolesarjem. Tako so prišle na kolo posebne lučke, specialne nogavice in čevlji, celo fotoaparati so se prilagodili kolesarju, najbolj pa izstopa izum ščitnika, ki je nastal za potrebe več ur sedečih kolesarjev, a je kasneje postal uporaben za celo vrsto športnih aktivnosti.
Na splošno so proizvajalci praviloma sestavljali kolesa delno iz svojih okvirjev, delno pa iz delov drugih podjetij. Le največja podjetja so samostojno proizvajala vse dele in jih sestavljala. Zadnja leta skoraj nihče ne proizvaja lastne okvirje. Nova ali manjša podjetja prepustijo proizvodnjo Kitajski, tam je proizvedeno več kot 60 % vseh koles, sama podjetja pa poskrbijo za dizajn in trženje. 

### Okolje in kolesa
Kolesa so najbolj okolju prijazno prometno sredstvo, ki ga poznamo, saj naftni derivati in trošarine niso faktor pri uporabi. Je poceni, hitro, zdravo in ekološko sredstvo. Njihova največja slabost je izpostavljenost uporabnika padavinam. 
Kolesa so predmet kulturnega dialoga, saj omogočajo samostojnost in gibanje brez dodatnih investicij. Tako je kolo bilo tematika feminizma, je pa tudi predmet verskih razprav na območjih z islamsko vero.

### Proizvodnja
Svetovni kolesarski trg je vreden okoli 75 milijard evrov. Okoli 130 milijonov koles se vsako leto proda, a 66 % vseh teh koles se proizvede na Kitajskem.  Nekaj let je v Sloveniji bili prepoznana socialistična znamka Rog, ki se nedavno obuja z zložljivim kolesom Pony. V Sloveniji poznamo veliko specialistov za gradnjo posebnih obrtniško dodelanih koles, tovarniška izdelava pa je v večji meri bila opuščena.

### Zakon in kolesa
Že zelo zgodaj so kolesa pomembno posegla v prometno ureditev, praviloma zato, ker so bili uporabniki koles povezani tudi z industrijskim razvojem. 
Leta 1968 so delegati Organizacije združenih narodov na Dunajski konvenciji o cestnem prometu določili kolo za vozilo, osebo, ki nadzira vozilo (tako v primeru vožnje kot tudi ob premikanju kolesa ob hoji), pa operatorja. Prometna ureditev tako mora biti prilagojena tudi tovrstnim vozilom in zakonodaja dolži uporabnike koles, da morajo svoja kolesa prilagoditi javnim prometnim površinam. Marsikje je celo kaznivo uporabljati kolo, ki ne ustreza prometnim predpisom in ni v voznem stanju.
Tako se predpisuje sprednje in zadnje luči ter zvonec ali neko zvočno opozorilo, zadnja leta pa se zahteva tudi čelada za mlade (v Sloveniji je obvezna za mlajše od 14 let) ali vse kolesarje, da bi preprečila hude poškodbe glave ob nesreči, kar pa še ni splošno sprejet ukrep. Izkazalo se je namreč, da ima obvezna nošnja čelade negativni učinek na skupni obseg kolesarjenja, hkrati pa je varnost kolesarja večplastna problematika.

### Tatvina
Kolesa so ena najbolj množičnih tarč tatvin, saj imajo precejšnjo vrednost in so zlahka ponovno na trgu. Zelo težko je oceniti število ukradenih koles, saj se velika večina teh tatvin ne prijavi. Po oceni Slovenske policije je v Sloveniji ukradenih okoli 7 dvokoles na dan, zato svetujejo, da v primeru odprtega prostora vozniki kolesa puščajo na obljudenem in dobro razsvetljenem prostoru ter ne varčujejo pri nakupu ključavnice za kolo; prav tako pa pomaga, če ima lastnik shranjene podatke o kolesu (kolo ima svojo zaznambo običajno na ogrodju pod gonilko), saj to pomaga pri iskanju in prepoznavanju koles.

### Kolesarstvo kot šport
Pomemben del motivacije za boljšo in kvalitetnejšo konstrukcijo koles je bilo ravno tekmovanje kolesarjev. Ustanavljanje društev in zvez, regionalnih in državnih tekmovanj je močno zaznamovalo pozno 19. stoletje v vseh športnih dejavnostih, tudi pri kolesarstvu. Tako so se ustanovile Zveze kolesarjev in določile reprezentance, organizirala se je tudi promocija kolesarjenja kot zdravega življenjskega sloga. V Sloveniji je bilo sokolsko gibanje ključno za promocijo tekmovalnega kolesarjenja, a niso bili sami začetniki organiziranega tekmovanja.
V Ljubljani so se najprej organizirali Nemci v Laibacher Byziklistischer Club (LBC) v letu 1885; dve leti pozneje so jim sledili Slovenci s Klubom slovenskih biciklistov Ljubljana (KSBL), matico razvoja slovenskega kolesarstva na Kranjskem. V letu 1890 je klubu načeloval Ivan Tavčar, ki je bil obenem tudi starosta Ljubljanskega Sokola. Pomemben dogodek v slovenskem kolesarstvu je bil ustanovitev Kluba biciklistov tržaškega Sokola (KBTS) in Kolesarskega društva Gorica v devetdesetih letih. Oba kluba sta bila pionirja slovenskega kolesarstva na Primorskem, kjer so imeli slovenski Primorci močnega tekmeca v italijanskih klubih. Podobno kot v Ljubljani so se ustanovili klubi v Celju. Do prve svetovne vojne je bilo na področju Slovenije že 31 kolesarskih društev. Leta 1908 sta tržaški Balkan in goriška Gorica, kljub nasprotovanju goriškega župana Italijana Maronija, izvedla I. narodno dirko. Ob dirkališču se je zbralo več kot 5.000 ljudi, po poročilih pa naj bi med dirko igrala godba 47. pešpolka slovanske pesmi, med njimi celo Hej Slovani. Med boljšimi tekmovalci na Slovenskem je treba omeniti Ljubljančana Viktorja Bohinca, ki se je poleg številnih domačih nastopov maja leta 1895 udeležil dirke Pariz - Bordeaux v kolesarski velesili Franciji.
Kolesarska društva zdaj poleg tekmovalnih športnih programov opravljajo tudi promocijo uporabe dvokoles v rednem prometu.